# Stadionul Dinamo
El Stadionul Dinamo es un estadio multiusos de la ciudad de Bucarest, Rumania. El estadio tiene una capacidad para 15.300 espectadores, fue inaugurado en 1951 y sirve, principalmente, para la práctica del fútbol. En el estadio disputa sus partidos como local el FC Dinamo Bucureşti. El partido de inauguración enfrentó al Dinamo y al Locomotiva Timisoara.

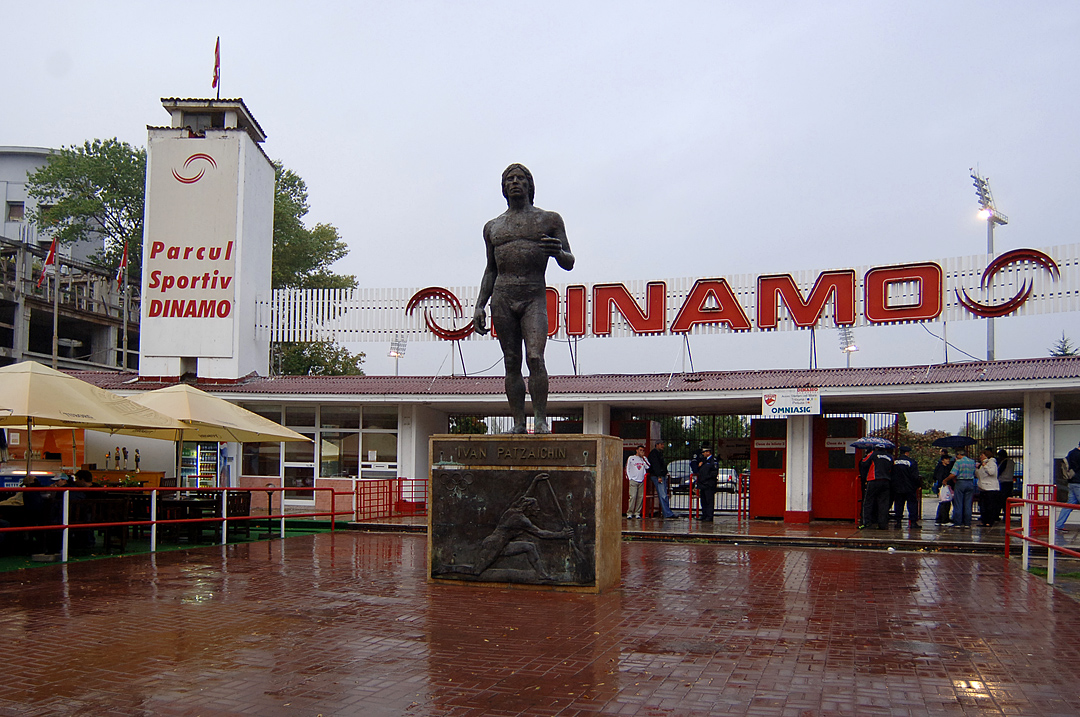
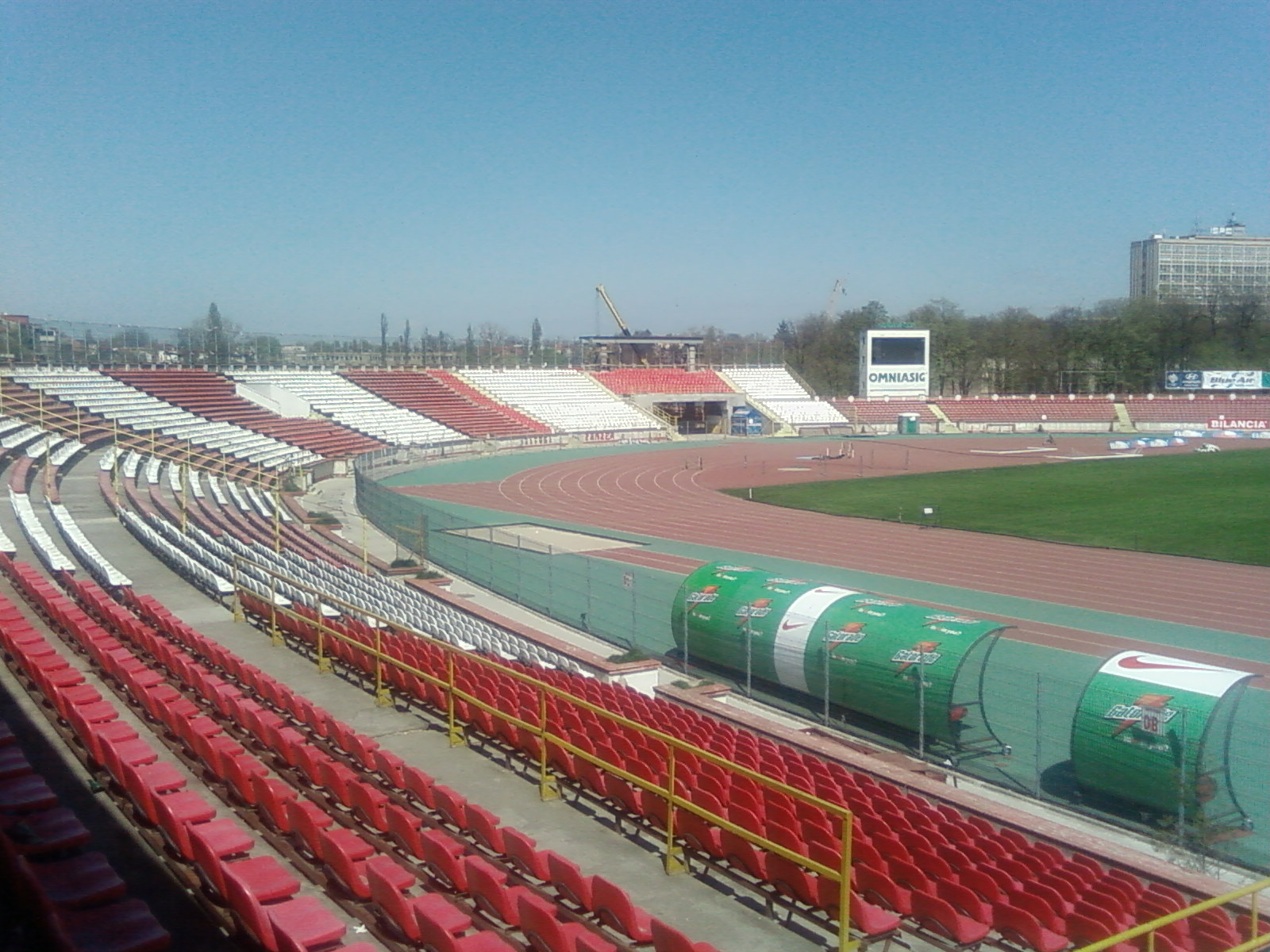